# Elbe (Schiff, 1911)

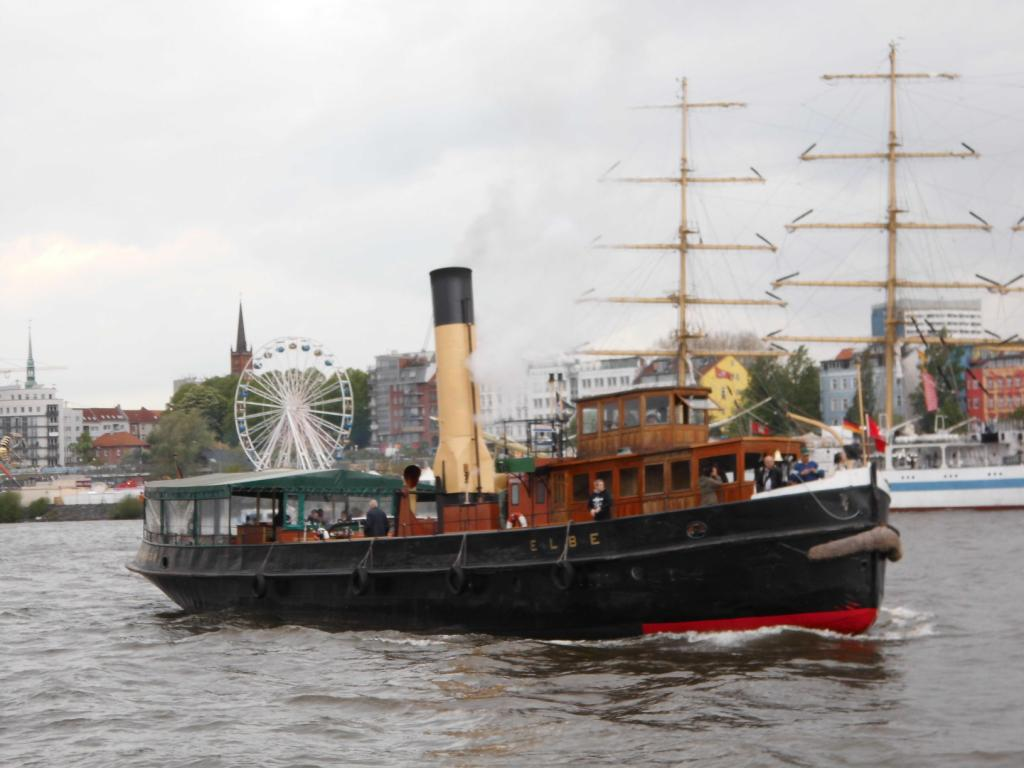
Dampfeisbrecher Elbe

Elbe ist der Name eines kohlebefeuerten Dampf-Eisbrechers und Hilfsschleppers aus Stahl. Das Schiff ist ein technisches Denkmal mit Zulassung zum Fahrgastschiff. Die Elbe ist in Hamburg beheimatet. Während der Sommermonate werden seit 2006 Fahrten durchgeführt. Fahrziele sind u. a. Blankenese, eine Fahrt rund um Hamburg-Wilhelmsburg, Lauenburg und auch Lübeck.

## Geschichte und Konstruktion
Die Elbe ist der einzig erhaltene dampfbetriebene Flusseisbrecher in Deutschland. Als letzter von insgesamt acht für den Eisbrecher-Dienst auf der Oberelbe im Auftrag der preußischen Elbstromverwaltung in den Jahren 1888 bis 1911 gebauten Schiffen, war die Elbe bis 1972 im Einsatz. Der Rumpf der Flusseisbrecher war so konzipiert, dass sich die Schiffe auf das Eis schieben konnten und es durch das eigene Gewicht zerbrachen. Der Einsatz begann möglichst weit flussabwärts ab Hamburg. Es wurde gegen den Strom gearbeitet, damit die gelösten Eisschollen abfließen konnten. Seit den 1950er-Jahren ersetzten nach und nach leistungsstärkere Motorschiffe die alten Dampfeisbrecher.
Der 100 Jahre alte Dampfeisbrecher repräsentiert einen klassischen Schiffstyp für die Oberelb-Region und besitzt einen originalgetreu kohlegefeuerten Kessel und eine historische Zweifachexpansionsdampfmaschine. Das Schiff ist 31 Meter lang und 7,45 Meter breit und besitzt einen klappbaren Schornstein.
Als Dampfer blieb das Schiff bis 1976 betriebsklar und wurde 1982 über einen Privatmann an das Technikmuseum Berlin abgegeben. Im Tausch gegen andere Exponate verschlug es das mittlerweile stark sanierungsbedürftige Schiff 1987 nach Enkhuizen am IJsselmeer in die Niederlande. Von dort holte es der heutige Eigner Matthias Kruse zehn Jahre später zurück auf die Elbe und ließ das Schiff in Hamburg fahrtüchtig machen. Seit 2006 kümmert sich der Förderverein Dampfeisbrecher Elbe e. V. als gemeinnütziger Förderverein mit ehrenamtlichen Helfern um die fahrtüchtige Erhaltung des Schiffes und stellt auch das Fahrpersonal. Der Eisbrecher ist als Fahrgastschiff für bis zu 150 Personen zugelassen und liegt im Hansahafen auf Position 53° 31′ 32,2″ N, 10° 0′ 5″ O.